# Boruta

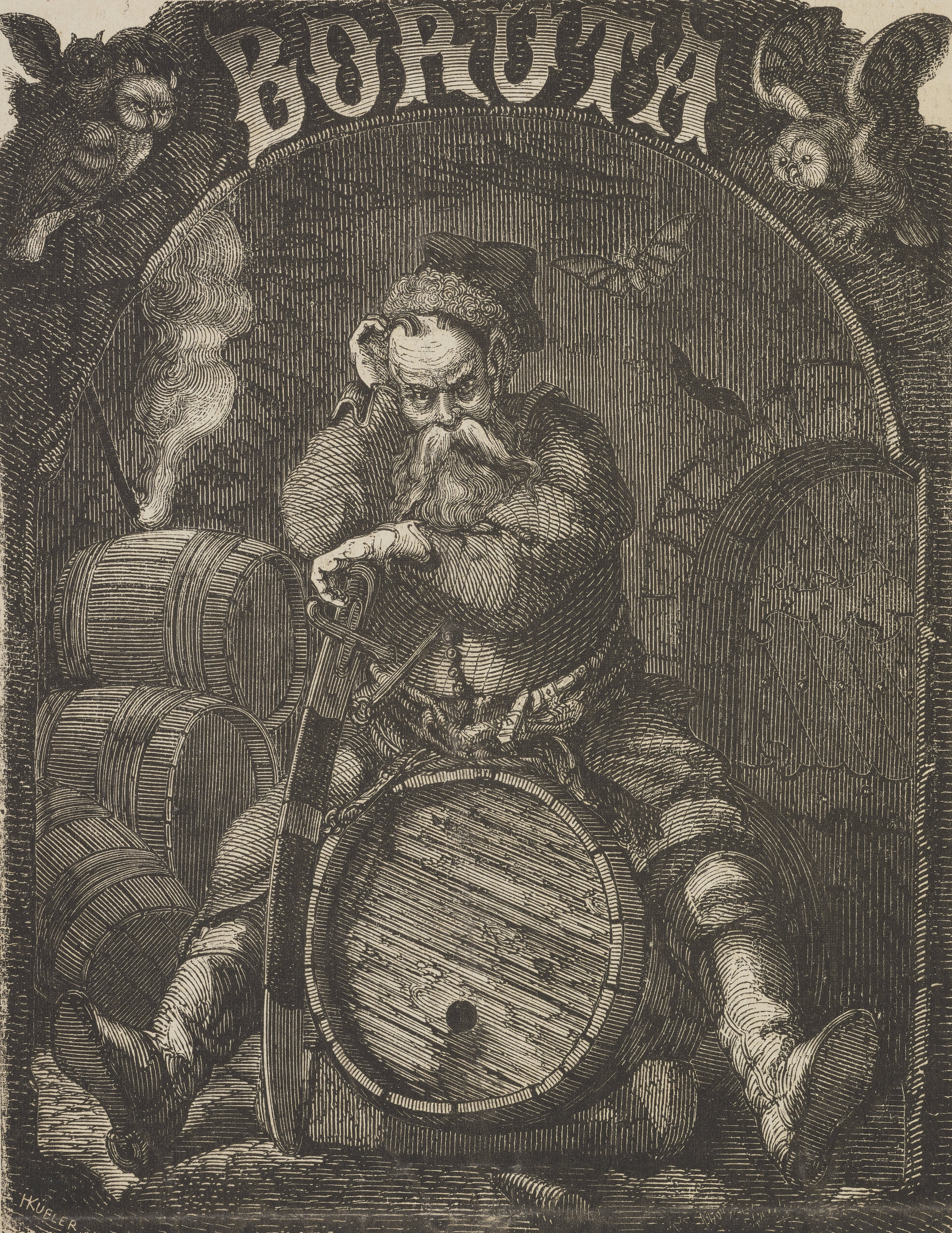
Diabeł Boruta ve sklepích Łęczyckého zámku, ilustrace z 60. let 19. století

Boruta je polský lesní démon, podobný českému hejkalovi a východoslovanskému lešijovi. Víra v něj se v lidové kultuře držela až do konce 19. století, Bohdan Baranowski cituje příběh podle kterého se s jeho pomocí podařilo carskému vojákovi dezertovat. Nejčastěji se objevuje v podobě myslivce či hajného. Je také nazýván borowy, borowiec, laskowy, leśnik, gajowy nebo leśny dziad.
Jako diabeł Boruta či błotnik je označováno také strašidlo žijící podle pověstí na Łęczyckém zámku.